# The Lord of Steel
The Lord of Steel es un álbum de estudio de la banda estadounidense Manowar, publicado el 16 de junio de 2012.

## Lista de canciones
Todas las letras escritas por Joey DeMaio excepto donde se indica, toda la música compuesta por Joey DeMaio excepto donde se indica. 
| Hammer/Steel Edition (limited) |                                        |          |  |
| N.º                            | Título                                 | Duración |  |
| 1.                             | «The Lord of Steel»                    | 4:07     |  |
| 2.                             | «Manowarriors»                         | 4:46     |  |
| 3.                             | «Born in a Grave» (DeMaio, Karl Logan) | 5:47     |  |
| 4.                             | «Righteous Glory» (DeMaio, Logan)      | 6:10     |  |
| 5.                             | «Touch the Sky»                        | 3:49     |  |
| 6.                             | «Black List»                           | 6:58     |  |
| 7.                             | «Expendable»                           | 3:10     |  |
| 8.                             | «El Gringo»                            | 4:57     |  |
| 9.                             | «Annihilation»                         | 4:00     |  |
| 10.                            | «Hail Kill and Die»                    | 3:56     |  |

## Créditos
- Eric Adams – voz
- Donnie Hamzik – batería y percusión
- Karl Logan – guitarras y teclados
- Joey DeMaio – bajo